# Стенско
Стенско (болг. Стенско) — село в Болгарии. Находится в Кюстендилской области, входит в общину Кюстендил. Население составляет 147 человек.

## Политическая ситуация
В местном кметстве Стенско, в состав которого входит Стенско, должность кмета (старосты) исполняет Димитр  Петров Димитров (Болгарская социалистическая партия (БСП)) по результатам выборов правления кметства.
Кмет (мэр) общины Кюстендил — Петыр Георгиев Паунов (коалиция в составе 3 партий: Демократы за сильную Болгарию (ДСБ), Союз демократических сил (СДС), партия АТАКА) по результатам выборов в правление общины.